# Thies Claussen

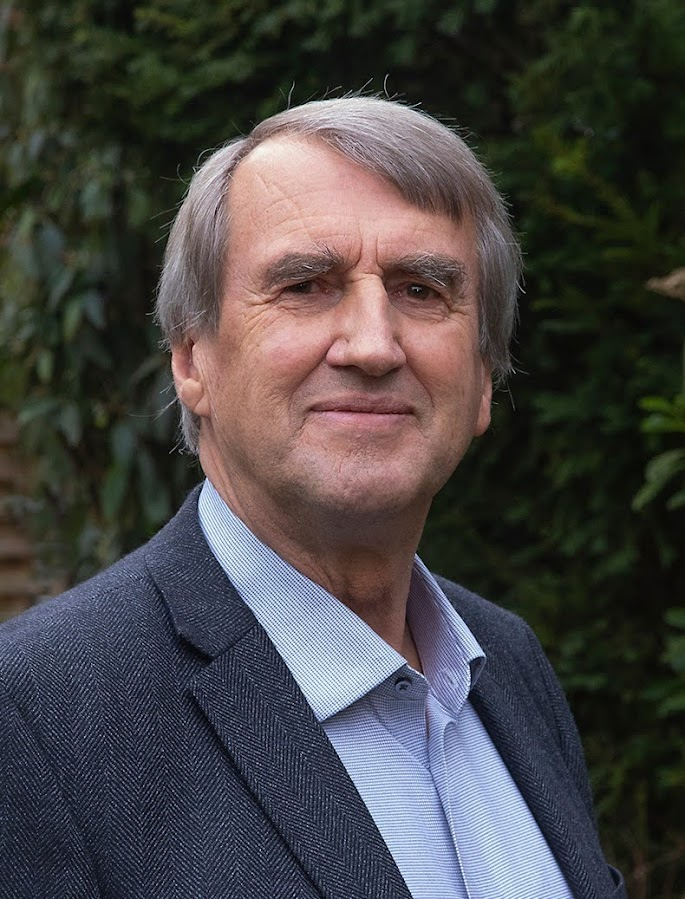
Thies Claussen (2022)

Thies Claussen (* 30. September 1950 in Hannover) ist ein deutscher Buchautor und ehemaliger Ministerialbeamter.

## Leben
Thies Claussen legte am Kurt-Huber-Gymnasium in Gräfelfing 1970 das Abitur ab und leistete anschließend Wehrdienst. Von 1971 bis 1976 studierte er Betriebswirtschaftslehre an der Ludwig-Maximilians-Universität München, wo er 1979 seine Promotion abschloss. Im September 1979 trat er in das Bayerische Staatsministerium für Wirtschaft und Verkehr ein, in dem er in den Aufgabenbereichen Haushalt, Verkehrspolitik, Personalwesen, Presse und Wirtschaftsförderung arbeitete. Zuletzt leitete er im Wirtschaftsministerium als Ministerialdirigent bis 2010 die Abteilung Außenwirtschaft und Standortmarketing. Claussen war unter anderem Mitglied im Aufsichtsrat der Messe München, Mitglied im Börsenrat der Börse München und Aufsichtsratsvorsitzender der Automobiltechnikum Bayern GmbH.
Als beurlaubter Beamter arbeitete er von 1985 bis 1987 bei der Wacker Chemie, von 1989 bis 1995 als persönlicher Referent und stellvertretender Fraktionsgeschäftsführer des Fraktionsvorsitzenden Alois Glück (CSU) im Bayerischen Landtag und von 1997 bis 1999 als Prokurist bei der Flughafen München GmbH. 2010 wechselte Claussen als Generalbevollmächtigter in die LfA Förderbank Bayern. 2011 wurde Claussen in den Vorstand der LfA berufen. 2016 schied er dort als stellvertretender Vorstandsvorsitzender aus.
Ab 2017 veröffentlichte Claussen neben zahlreichen Fachaufsätzen mehrere Bücher zu Fragen der Zukunft, Gesellschaft, Wirtschaft und Wissenschaft sowie eine Biografie zu Ludwig Erhard.

## Schriften (Auswahl)
- Grundlagen der Güterverkehrsökonomie. Deutscher Verkehrs-Verlag, Hamburg 1979, ISBN 3-87154-152-4.
- Unsere Zukunft. Wie leben wir 2050? Tredition, Hamburg 2017, ISBN 978-3-7345-9828-9.[8][9]
- Ludwig Erhard. Wegbereiter unseres Wohlstands – gestern und heute. Herausgeber: Bayerisches Staatsministerium für Wirtschaft, Landesentwicklung und Energie, München 2019.[10]
- Arbeitswelt der Zukunft: Die Anforderungen steigen. In: Bayerische Landeszentrale für politische Bildungsarbeit (Hrsg.): Einsichten und Perspektiven, Nr. 1/20, S. 4 ff.
- Technologische Entwicklungen: Die Wellen kommen schneller. In: Bayerische Landeszentrale für politische Bildungsarbeit (Hrsg.): Einsichten und Perspektiven, Nr. 2/20, S. 20 ff.
- Unsere Zukunft nach Corona. Künftige Entwicklungen in Gesellschaft, Wirtschaft, Umwelt und Technik. Tredition, Hamburg 2020, ISBN 978-3-347-08788-0.[11]
- Denkanstöße – Acht Fragen unserer Zeit. Tredition, Hamburg 2021, ISBN 978-3-347-24444-3.[12]
- Im Wandel der Zeit. Wo stehen wir? Wohin gehen wir? Tredition, Hamburg 2022, ISBN 978-3-347-55694-2.
- Unser Leben. Auf der Suche nach einem Kompass. Tredition, Hamburg 2023, ISBN 978-3-347-86909-7.
- Ludwig Erhard. Sein Leben für die Soziale Marktwirtschaft. Biografie und Ausblick. Tredition, Hamburg 2024, ISBN 978-3-384-13025-9.
- In unruhigen Zeiten. Lebensfragen und Denkanstöße. Tredition, Ahrensburg 2025, ISBN 978-3-384-58415-1.